# Topciîne, Mahdalînivka
Topciîne (în ucraineană Топчине) este localitatea de reședință a comunei Topciîne din raionul Mahdalînivka, regiunea Dnipropetrovsk, Ucraina.

## Demografie
Componența lingvistică a localității Topciîne
     Ucraineană (96,67%)
     Rusă (2,92%)
     Alte limbi (0,41%)
Conform recensământului din 2001, majoritatea populației localității Topciîne era vorbitoare de ucraineană (96,67%), existând în minoritate și vorbitori de rusă (2,92%).